# Fort Rinella
Bateria Rinella (malt. Batterija ta’ Rinella, ang. Rinella Battery) – bateria artyleryjska z epoki wiktoriańskiej w Kalkara na Malcie. Jest powszechnie nazywana Fort Rinella (malt. Forti Rinella, ang. Fort Rinella), chociaż w czasie, gdy była używana, nie była klasyfikowana jako fort. Znajduje się tam jedno z dwóch zachowanych 100-tonowych dział Armstronga.

## Historia

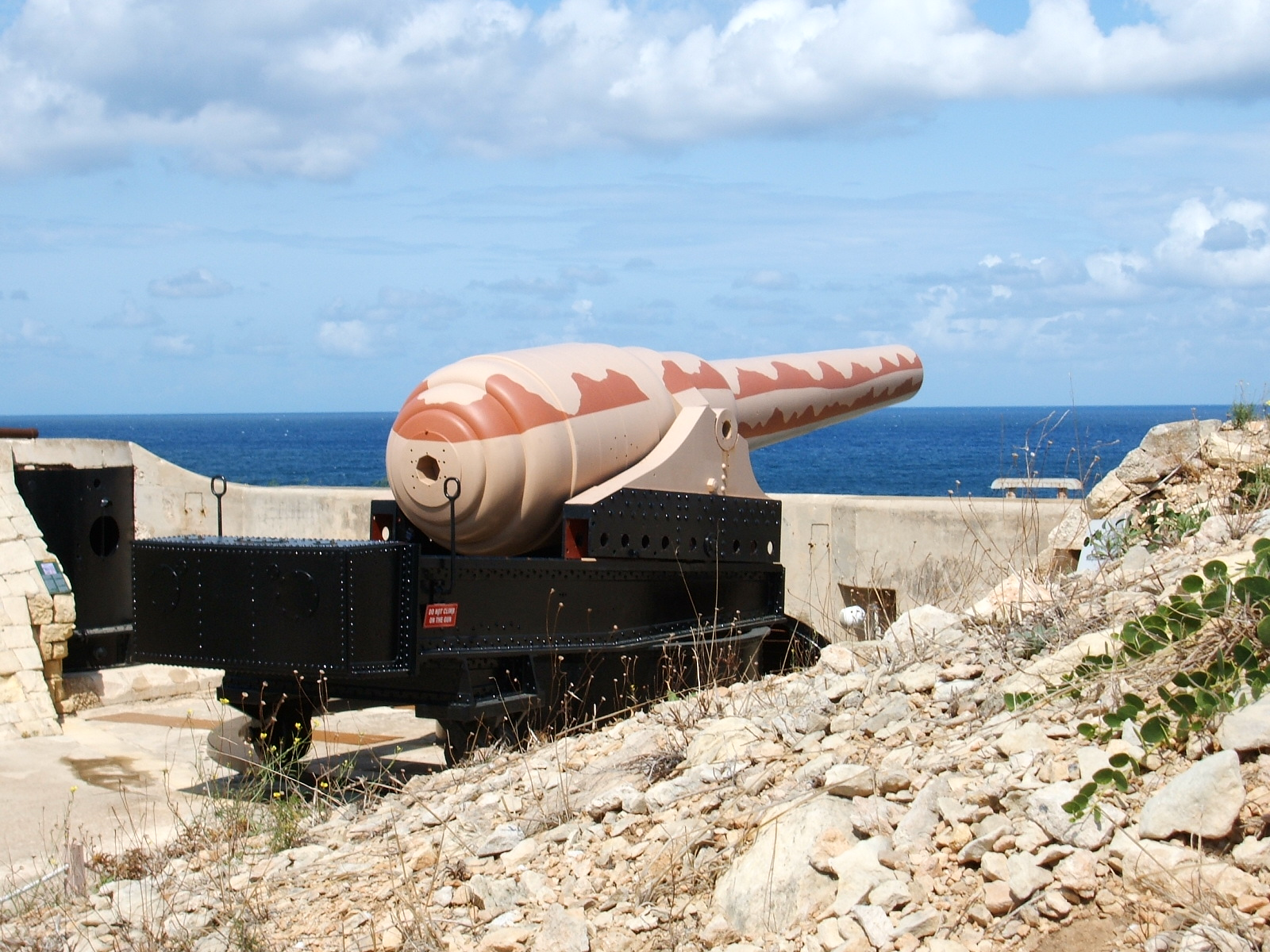
100-tonowe działo Armstronga

Brytyjczycy wybudowali baterię w latach 1878–1886, ponad brzegiem morza, na wschód od wejścia do Grand Harbour, pomiędzy Fortem Ricasoli a Fortem St. Rocco.
Bateria została zbudowana w celu umieszczenia w niej pojedynczego 100-tonowego 450-milimetrowego działa Armstronga, wyprodukowanego przez Elswick Ordnance Company, oddział zbrojeniowy brytyjskiej firmy Armstrong Whitworth. Bateria jest jedną z pary; jednakże działo zainstalowane na siostrzanej baterii Cambridge obok Tigné Point, na zachód od Grand Harbour, już nie istnieje. Brytyjczycy zamontowali drugą parę dział 100-tonowych, aby ochraniały Gibraltar, instalując jedno z nich w baterii Victorii w roku 1879, drugie w baterii Napier of Magdala w roku 1883. Na Gibraltarze przetrwało tylko działo w tej drugiej.
Brytyjczycy czuli potrzebę posiadania tak olbrzymich dział, jako odpowiedź na budowę w roku 1873 przez Włochów dwóch okrętów wojennych: „Caio Duilio” oraz „Enrico Dandolo”, z 22-calowym stalowym opancerzeniem oraz czterema 100-tonowymi działami Armstronga na każdym z nich. Uzbrajając Gibraltar i Maltę, Brytyjczycy starali się zabezpieczyć ważną drogę do Indii przez Morze Śródziemne i Kanał Sueski, otwarty w roku 1869.
Bateria ma skromne rozmiary, ponieważ została zaprojektowana dla używania i osłaniania jednego dużego działa, z jego obsługą, magazynem prochu, składami, instalacją pomocniczą oraz stacjonującym wewnątrz oddziałem żołnierzy, odkomenderowanych do ochrony budowli.
Działo było zainstalowane en barbette na wózku z kutego żelaza, i strzelało ponad parapetem (osłoną). To umożliwiało załodze obsługę działa i oddawanie strzałów bez narażania siebie i działa na ogień wroga. Bateria była skonstruowana tak, że mogła ostrzeliwać okręty wroga na odległość do 7000 jardów (6,4 km). Niski profil budowli oraz schowane głęboko pod ziemią pomieszczenia maszynowni i magazyny, pozwalały w zamierzeniu przetrwać kontrostrzał z dużych okrętów nieprzyjaciela.
Bateria nie ma dodatkowego uzbrojenia, a jej fortyfikacje – proste rowy, kaponiery, galeria strzelecka na przeciwskarpie, strzeleckie punkty ogniowe – były przeznaczone w większości do prowadzenia ognia z broni strzeleckiej i do użycia granatów.
Olbrzymie działo jest o wiele za ciężkie, aby mogło być ustawiane ręcznie. Stąd w baterii znajdował się silnik parowy, napędzający system hydrauliczny, który z kolei poruszał działo w pionie oraz poziomie, obsługiwał system ładowania oraz czyszczenia działa, zasilał windy do transportu 900-kilogramowych (2000 lb) pocisków oraz 200-kilogramowych (450 lb) ładunków prochu z magazynów do komory ładowania.
Działo mogło wystrzelić pojedynczy pocisk co 6 minut. Po oddaniu strzału działo było obracane, a lufa obniżana tak, by być w linii z oknem ładowania w kazamacie amunicyjnej, odsuwając pokrywę okna. Następnie działo płukano wodą dla schłodzenia, oczyszczenia z pozostałości prochu i żarzących się resztek poprzedniego ładunku. Dalej mechanicznie ładowano od przodu i ubijano zapakowany w jedwab ładunek, zawierający materiał miotający (czarny proch), a następnie tą samą drogą wkładano pocisk. Załadowane działo było, za pomocą mechanizmu hydraulicznego, podnoszone i przesuwane na pozycję, po czym następował wystrzał, odpalany elektrycznie. Po wystrzale działo operację powtarzano, ale działo ustawiano naprzeciw drugiej kazamaty amunicyjnej, podczas gdy pierwsza była w tym czasie zaopatrywana, z magazynu ulokowanego poniżej, w elementy kolejnego ładunku.
Dwie oddzielne komory ładowania, każda zaopatrywana z osobnego magazynu, także posiadanie zapasowej pompy hydraulicznej, obsługiwanej przez 40 ludzi, co zapewniało utrzymanie ciśnienia hydraulicznego, potrzebnego do obsługi działa – wszystko to zapewniało pracę baterii, nawet poważnie uszkodzonej.
Początkowo wewnętrzne powierzchnie stanowiska działa były wyłożone kamieniem. Później okazało się to jej słabym punktem, i zastąpiono kamień powierzchnią wykonaną z ziemi, która lepiej pochłaniała energię pocisków wroga. Wykładzina kamienna została w komorach ładowania działa.
100-tonowe działo przybyło z Woolwich na Maltę 10 września 1882 roku. Przebywało ono w stoczni przez szereg miesięcy, zanim przetransportowano je do Rinella Bay. Stamtąd setka mężczyzn z Royal Artillery transportowała je ręcznie na miejsce przeznaczenia, co zajęło im kolejne trzy miesiące. Wreszcie w styczniu 1884 roku działo było gotowe do użycia.
Ponieważ pojedynczy nabój kosztował tyle samo, ile dzienny żołd 2600 żołnierzy, w praktyce użycie działa było ograniczone do jednego wystrzału na trzy miesiące. Działo wystrzeliło ostatni raz 5 maja 1905 roku, i zostało wyłączone ze służby w roku 1906. Było w aktywnej służbie jedynie przez 20 lat i nigdy nie zostało użyte w prawdziwej bitwie.
Po tym, jak działo „przeszło na emeryturę”, bateria Rinella zaczęła być używana jako posterunek obserwacyjny dla dział w forcie Ricasoli, i niestety w pewnym momencie, zbędne już silnik parowy i układ hydrauliczny zostały usunięte. Podczas II wojny światowej Royal Navy wykorzystywała strukturę jako zapasową składnicę. Bateria nadawała się do tego idealnie, ponieważ porosła mchem i trawą, dla obserwatora z samolotu zlewała się z otaczającymi ją polami. Mimo tego, była trafiona bombami lotniczymi siedem razy. Royal Navy wycofała się z baterii w roku 1965.
W latach 1970. bateria używana była w filmach Zeppelin (1971), Młody Winston (1972) oraz Shout at the Devil (1976).

## Współcześnie

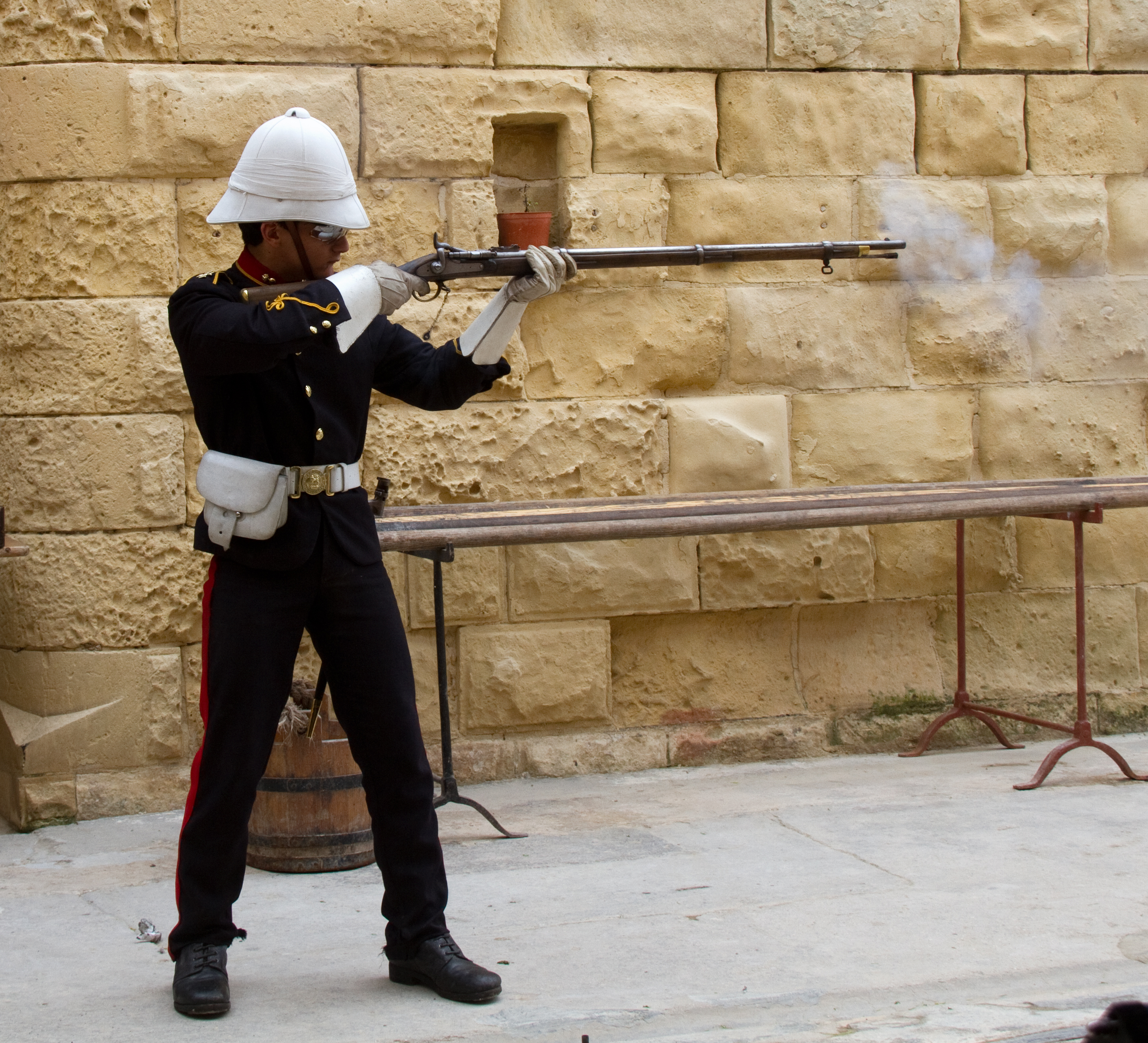
Odtwarzanie historii w baterii Rinella

W roku 1991 bateria Rinella została przekazana pod opiekę maltańskiego zarządu powierniczego Fondazzjoni Wirt Artna. Została odrestaurowana, i od roku 1996 jest otwarta dla publiczności jako muzeum na wolnym powietrzu. Działo również zostało odnowione, i w dniu 21 listopada 2005 roku, po ponad 100-letniej przerwie, zagrzmiało znowu, odpalone przez Petera Caruanę, szefa ministrów Gibraltaru, który ma maltańskie korzenie.
Niestety, ani silnik parowy, ani układ hydrauliczny nie zachowały się. Działo jest odpalane raz do roku, przez ochotników używających jedynie czarnego prochu, aby podtrzymać jego aktywność i uatrakcyjnić zwiedzanie.
W ciągu roku, od poniedziałku do soboty (w godz. 10–17), aktorzy ubrani w mundury XIX-wiecznych żołnierzy brytyjskich, służą jako przewodnicy wycieczek, przedstawiając inscenizację z użyciem historycznej broni oraz kawalerii. Można też wystrzelić z działa z epoki wiktoriańskiej, muszkietu lub zostać „sponsorem” konia kawaleryjskiego.
W roku 2015 bateria była brana pod uwagę jako potencjalne miejsce na kampus dla mającego powstać American University of Malta. Na szczęście kampus został rozdzielony pomiędzy Dok nr 1 w Cospicua i Żonqor Point w Marsaskala.

## W filatelistyce
W roku 2010 poczty Malty i Gibraltaru edytowały 4-znaczkowe wydanie wspólne, przedstawiające 100-tonowe działa przetrwałe na obu terenach. Dwa znaczki pokazują działo z baterii Rinella, dwa zaś z baterii Napier of Magdala na Gibraltarze. Na jednym z każdej pary jest widok z roku 1882, na drugim – z roku 2010.